# Raymond v. Raymond
Raymond v. Raymond  é o sexto álbum de estúdio do cantor e compositor norte-americano Usher, lançado mundialmente em 26 de Março de 2010, pelo selo da LaFace Records. Usher trabalhou no álbum num período de praticamente dois anos, entre 2008 a 2010, ao lado de diversos produtores musicais, incluindo Jermaine Dupri, The Runners, T-Pain, Polow da Don, Ne-Yo, Anthony Hamilton, The Neptunes, Adam Levine e Tricky Stewart.
O primeiro single retirado do álbum, "Hey Daddy (Daddy's Home)", lançado em 9 de Dezembro de 2009 nos EUA, alcançou o #2 da Billboard R&B/Hip-Hop Songs, apesar de não ter passado da 24ª posição na Billboard Hot 100. Porém, o sucesso internacional só viria no quarto  single, "OMG", lançado em Março de 2010, que alcançou o #1 nas paradas de mais de treze países ao redor do globo, incluindo os EUA, Irlanda, Austrália, Reino Unido e Nova Zelândia, além da Global Track Chart.
Em sua estreia, o álbum vendeu, nos Estados Unidos, a soma de 329 mil cópias apenas na primeira semana, alcançado a primeira posição da Billboard 200.
Raymond v. Raymond recebeu dois Grammys, incluindo o de "Melhor Álbum de R&B Contemporâneo" e o de "Melhor Performance Vocal Masculina de R&B", pelo single "There Goes My Baby".
Recebendo críticas mistas, Raymond v. Raymond já vendeu pouco mais de 4 milhões de cópias mundialmente, sendo 1 milhão apenas nos EUA.

## Singles
"Hey Daddy", foi lançado como o primeiro single do álbum em 8 de dezembro de 2009. O single atingiu o #25 no Hot 100 da Billboard e #2 no Hot R&B / Hip-Hop Songs.
"Lil Freak",foi o segundo single do álbum, com a participação da rapper Nicki Minaj. A canção alcaçou a 8° posição no Hot R&B/Hip-Hop Songs da Billboard e a 40° posição no Hot 100.
"OMG", com participação de Will.I.Am, foi o quarto single nos Estados Unidos e o primeiro a ser realizado internacionalmente. A música se tornou um dos maiores hits de Usher, vindo a ser sua nona canção a estar no topo do Hot 100 fazendo com que Usher seja o 1° artista em 2010 a conseguir o feito de colecionar hits n° 1 em três décadas consecutivas, e apenas o quarto artista a conseguir o feito. A canção ainda liderou as paradas em vários países.
"There Goes My Baby", foi primeiramente realizada como terceiro single , mas foi lançada como single oficial devido ao sucesso da canção, que alcançou até agora a 25° posição no Hot 100, e se tornando sua 11° canção n°1 do Hot R&B/Hip-Hop Songs.
Outras canções
- "Papers" foi lançado como um suposto single do álbum em 28 de outubro de 2009. Apesar de ser apenas um lançamento promocional, que chegou ao número 31 nos Estados Unidos, e também liderou a E.U. R & B / Hip-Hop da Billboard por duas semanas consecutivas.
- "More" será o segundo sinlge promocional, a ser lançado em 2 de março de 2010. A música está sendo usada para promover a 2010 NBA All-Star Game em TNT. Um vídeo promocional foi filmado. Usher cantou a música na NBA 2010 All Star Game, no estádio do Dallas Cowboys em 14 de fevereiro de 2010. Além disso, dois vídeos para a canção foram baleados em dezembro de 2009 por duas equipes de todo o filme teen. Os fãs têm a oportunidade de assistir os vídeos e votar em seus favoritos.

## Faixas
| #  | Título                            | Produtor(es)                | Duração |
| -- | --------------------------------- | --------------------------- | ------- |
| 1  | "Monstar"                         | J. Jam & T. Lewis           | 5:01    |
| 2  | "Hey Daddy (Daddy's Home)"        | The Runners                 | 3:44    |
| 3  | "There Goes My Baby"              | J. Jonsin, R. Love          | 4:41    |
| 4  | "Lil Freak" (Feat. Nicki Minaj)   | Polow da Don                | 3:54    |
| 5  | "She Don't Know" (Feat. Ludacris) | Bangladesh, S. Garrett      | 4:03    |
| 6  | "OMG" (Feat. will.i.am)           | will.i.am                   | 4:29    |
| 7  | "Mars vs. Venus"                  | J. Jam & T. Lewis           | 4:22    |
| 8  | "Pro Lover"                       | J. Jam & T. Lewis           | 5:03    |
| 9  | "Foolin' Around"                  | Bryan-Michael Cox, J. Dupri | 4:11    |
| 10 | "Papers"                          | Zaytoven, S. Garrett        | 4:21    |
| 11 | "So Many Girls"                   | Danja                       | 4:36    |
| 12 | "Guilty" (Feat. T.I.)             | AJ "Prettyboifresh" Parhm   | 3:44    |
| 13 | "Okay"                            | James "JLack" Lackey        | 3:15    |
| 14 | "Making Love (Into the Night)"    | J. Jonsin, R. Love          | 3:36    |

## Desempenho nas tabelas musicais
Tabelas semanais
| País — Tabela musical (2010)                                | Posição de pico |
| ----------------------------------------------------------- | --------------- |
| Austrália — ARIA Charts                                     | 2               |
| Austrália — ARIA Urban Albums Chart                         | 1               |
| Áustria — IFPI                                              | 68              |
| Bélgica (Flandres) — Ultratop 50                            | 43              |
| Bélgica (Valónia) — Ultratop 40                             | 67              |
| Canadá — Canadian Albums Chart                              | 4               |
| Países Baixos — MegaCharts                                  | 34              |
| França — SNEP                                               | 32              |
| Alemanha — Media Control Charts                             | 47              |
| Grécia — AGPP                                               | 4               |
| Irlanda — IRMA                                              | 17              |
| Nova Zelândia — RIANZ                                       | 8               |
| Polónia — OLiS                                              | 40              |
| Escócia — Scottish Albums Chart                             | 8               |
| África do Sul — RISA                                        | 17              |
| Suíça — Schweiser Hitparade                                 | 20              |
| Reino Unido — UK Albums Chart (The Official Charts Company) | 2               |
| Reino Unido — UK R&B Chart (The Official Charts Company)    | 2               |
| Estados Unidos — Billboard 200                              | 1               |
| Estados Unidos — Top R&B/Hip-Hop Albums                     | 1               |

Tabelas de fim de ano
| País — Tabela musical (2010)            | Posição |
| --------------------------------------- | ------- |
| Estados Unidos — Billboard 200          | 18      |
| Estados Unidos — Top R&B/Hip-Hop Albums | 6       |